# RMS Queen Mary
«Королева Мері» або «Квін Мері» (англ. RMS Queen Mary) — британський океанський лайнер, побудований компанією John Brown & Company у Клайдбанку, Шотландія, який плавав в основному по Північному Атлантичному океану в період з 1936 по 1967 рік. Власником лайнера була британська компанія «Cunard Line» (на час введення судна в експлуатацію відома як Cunard-White Star Line). «Квін Мері», який був названий так на честь королеви Марії Текської, дружини короля Великої Британії Георга V, разом з однотипним лайнером «Квін Елізабет» будувалися на замовлення Cunard Line, як круїзні судна, що мали курсувати щотижня між Саутгемптоном і Шербуром та Нью-Йорком.
27 травня 1936 року «Королева Мері» вийшла у перше плавання і в серпні здобула Блакитну стрічку, але поступилася рекордом у 1937 році французькій «Нормандії», відвоювала нагороду в 1938 році й утримувала пальму першості до 1952 року, поступившись новітньому американському лайнеру «Юнайтед Стейтс». За часів Другої світової війни була перетворена на військовий транспортний корабель та забезпечувала перекидання військ союзників через Атлантичний океан.
Після війни «Королева Мері» була повернута компанії та продовжила кар'єру пасажирського лайнера разом з «Квін Елізабет», здійснюючи трансатлантичні плавання, для яких споконвічно були побудовані два лайнери. Обидва судна домінували на трансатлантичному ринку пасажирських перевезень до розквіту віку реактивної авіації наприкінці 1950-х. До середини 1960-х «Квін Мері» старіла і працювала у збиток для власників.
Після декількох років зменшення прибутку для Cunard Line, «Квін Мері» була офіційно знята з експлуатації в 1967 році. 31 жовтня 1967 року судно востаннє вийшло з Саутгемптона і відпливло до порту Лонг-Біч, штат Каліфорнія, де залишилося на вічну стоянку. Лайнер служить туристичною визначною пам'яткою, де представлені ресторани, музей та готель. Він занесений до Національного реєстру історичних місць. Національний трест з охорони історичних пам'яток рахує «Квін Мері» як частину історичних готелів Америки.